# Annemarie Jacir
Annemarie Jacir (arab. ‏آن ماري جاسر‎; ur. 17 stycznia 1974 w Betlejem) – palestyńska reżyserka, scenarzystka, montażystka i producentka filmowa.
Jej wczesny film Like Twenty Impossibles (2003) był pierwszym krótkometrażowym obrazem w języku arabskim zaprezentowanym na MFF w Cannes. Pełnometrażowy debiut Jacir, Sól tej ziemi (2008), był zaś pierwszym w historii palestyńskim filmem wyreżyserowanym przez kobietę. Obraz miał swoją premierę światową w sekcji „Un Certain Regard” na 61. MFF w Cannes. 
Kolejny film reżyserki, Pierwsze spojrzenie (2012), zaprezentowano w ramach sekcji „Forum” na 55. MFF w Berlinie. Wajib (2017) zdobył z kolei nagrody na MFF w Locarno i Mar del Plata. Jej wszystkie trzy fabuły były oficjalnymi kandydatami Palestyny do Oscara dla najlepszego filmu nieanglojęzycznego.
Jacir zasiadała w jury sekcji „Un Certain Regard” na 71. MFF w Cannes (2018) oraz w jury konkursu głównego na 70. MFF w Berlinie (2020).